# Palaeomolis ferghana
Palaeomolis ferghana là một loài bướm đêm thuộc phân họ Arctiinae, họ Erebidae.